# Trichilia claussenii
Trichilia claussenii là một loài thực vật có hoa trong họ Meliaceae. Loài này được C. DC. miêu tả khoa học đầu tiên năm 1878.